# ذالمراقب (حالمين)

تعديل مصدري - تعديل

ذالمراقب هي إحدى قرى عزلة حبيل الريدة بمديرية حالمين التابعة لمحافظة لحج، بلغ تعداد سكانها 74 نسمة حسب تعداد اليمن لعام 2004.